# 1348 w polityce

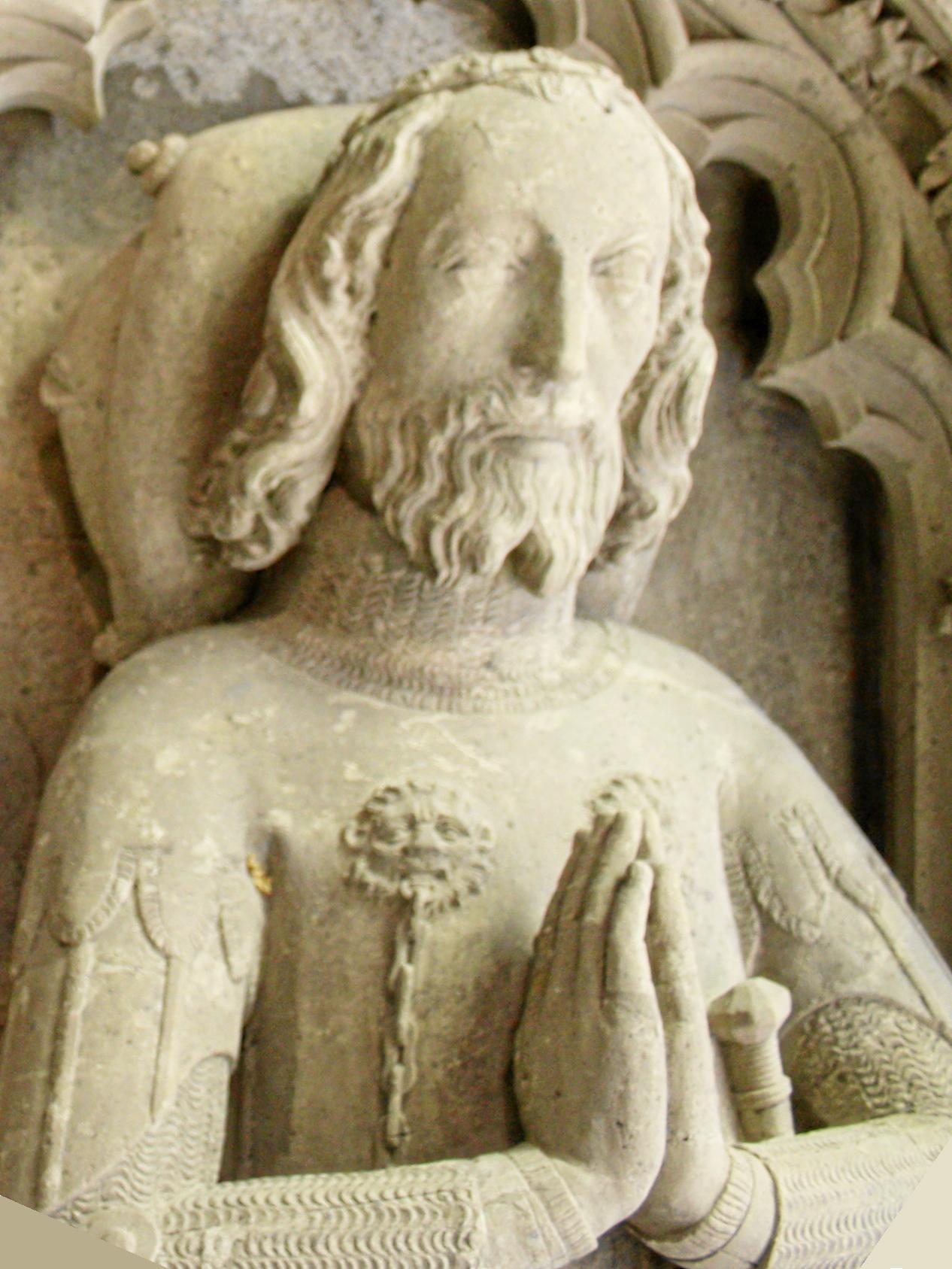
Adolf VI, hrabia Bergu

Wydarzenia polityczne w 1348 roku.

## Wydarzenia
- marzec-kwiecień - wojna polski-czeska (1345-1348): po niszczycielskim wypadzie wojsk polskich na księstwo wrocławskie zawarty zostaje krótkotrwały rozejm pomiędzy Polską i księstwem świdnicko-jaworskim a Czechami, obowiązujący do 25 maja 1345 r.[1]
- Nieudana wyprawa Kazimierza Wielkiego na Śląsk[2].
- 7 kwietnia Zostaje założony Uniwersytet Karola, pierwsza wszechnica w Europie środkowej[3].
- 7 kwietnia - Karol IV aktem wydanym w Pradze ogłasza inkorporację Śląska i Łużyc, pomijając niezależność księstwa świdnicko-jaworskiego od Czech[4].
- 22 listopada - pokój namysłowski kończy wojnę polsko-czeską (1345-1348) bez wprowadzania jakichkolwiek zmian terytorialnych[5].
- Kuria papieska kupiła Awinion[6].

## Urodzili się
- Kazimierz III, książę szczeciński, syn Barnima III Wielkiego[7].

## Zmarli
- 3 kwietnia Adolf VI, hrabia Bergu[8].